# Nuvlanai csata (Kr. e. 215)
A második nuvlanai csatát Kr. e. 215-ben vívták. Hannibal karthágói hadvezér és a Római Köztársaságcsapatai között, Marcus Claudius Marcellus vezetésével.

## Előzmények
Az előző évben már megostromolták a várost, de az sikertelen volt.

## Csata
A punok jobban felszereltek voltak, mint az első ostrom során. Katonáik éjjel létrákkal másztak át az ellenség falain. A meglepetés nem járt sikerrel.

## Következmények
A csata során nem sikerült a punoknak megszerezniük a várost. A következő évben újabb kísérletet tesznek rá, de az is kudarcba fog fulladni.